# Свети Йоан Предтеча (Габрово)
„Свети Йоан Предтеча“ е православна църква в град Габрово, България.

## История
Храмът е най-старият запазен в Габрово, находящ се в квартал Камъка и местността Петкова нива. Липсват писмени източници за създаването ѝ. Най-вероятно това е станало през XVI век. При опожаряване на Габрово от войските на Капудан Хюсеин паша през 1798 г., църквата е разрушена, но е възстановена още през пролетта на 1799 година.
След като революционерът Тодор Каблешков се самоубива през юни 1876 година в Габровския конак, тялото му е погребано от габровци в двора на църквата. През 1883 година неговите кости са пренесени в родния град Копривщица. В двора на църквата се намира паметна плоча на големия български революционер Тодор Каблешков.
Още на 4 октомври 1932 г., църковното настоятелство открива забавачница за 35 деца на бедни родители – работници от енорията. През 1939 г. енорията изразходва 30 000 лв. за тях.

## Архитектура
Камбанарията на църквата е построена през 1870 г. западно от църквата и се вижда от целия град. През юни 1949 година камбанарията е съборена и на нейно място е построена Детска градина „Република“. Това е първата религиозна постройка, която народната власт разрушава в Габрово.
Църквата има забележителен дърворезбован иконостас, изработен от майстор Георги Резбар през 1814 година.

## Дарителство за храма
Щедри дарители осигуряват средства за нейното изографисване:
- Пейо Пеев, президент на фирма „Алфрида – Пеев“ ЕООД осигурява финансов ресурс за централната част на храма – януари 2005 г.
- Илия Монев и други, останали анонимни дарители, дават нужните средства за западната част на храма – септември 2005 г.